# المجلس المفتوح

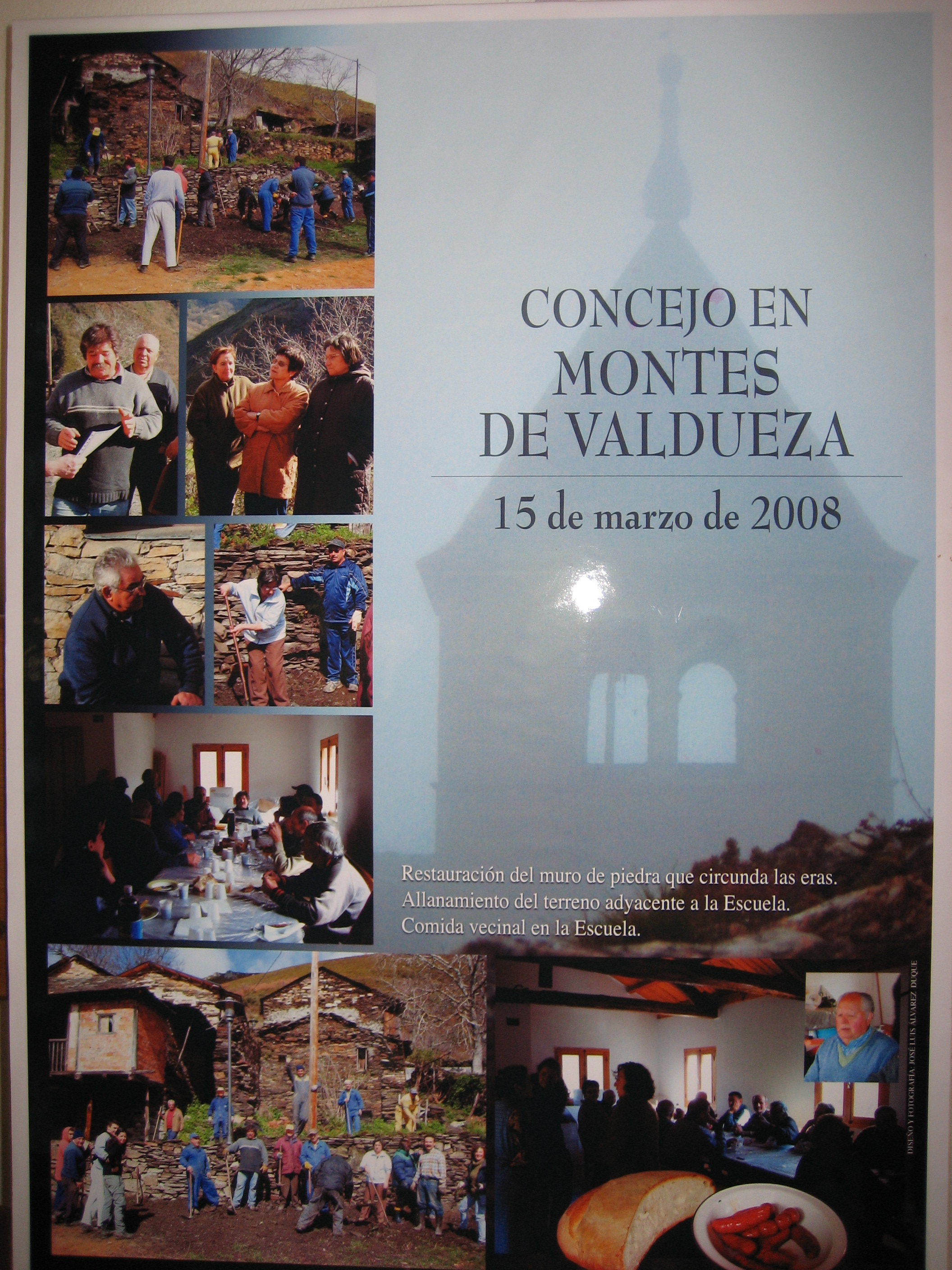
ملصق المجلس في مونتس دي فالدوزا ، إل بييرزو ، ليون.

نظام المجلس المفتوح هو نظام للتنظيم البلدي في إسبانيا حيث تخضع البلديات والكيانات الصغيرة ذات المساحة الإقليمية الواقعة تحت البلدية والتي لا تصل إلى عدد كبير من السكان لنظام التجمع ( مجلس الجيران ) الذي يجعل أوقات الجلسة العامة لمجلس المدينة .
هذا النظام هو وريث المجالس التي كانت أنظمة سياسية في الأراضي المسيحية في العصور الوسطى العليا في شبه الجزيرة الأيبيرية ، حيث نظَم الجيران أنفُسهم في مجلس سيادي قرروا فيه جميع الجوانب المتعلقة بكل حكومة محلية، بما في ذلك الاستخدام الجماعي للمروج والغابات والجبال المجاورة للأغراض الحيوانية والزراعية والري واستغلال الطاحونة أو الفرن أو بئر الملح، ولكن أيضًا كهيئة قضائية.
هذا الشكل من الحكم الذاتي الشعبي والمحلي هو نموذجي للفلل والبلدات والقرى والمدن، نشأ في القرن التاسع - بعد انهيار القوة القوطية - ، وسيعمل بشكل كامل في المناطق المسيحية في الشمال حتى القرن الثالث عشر، عندما تتنوع التيجان التي عززتها الفتوحات في الجنوب، بدأت في فرض تشريعاتها الخاصة على الناس. كان المجلس مرتبطًا ارتباطًا وثيقًا بالبلديات أو حقول الملكية والغابات للملكية الجماعية. ستفقد وظائفها واستقلاليتها تدريجياً وستتم إزالتها من المدن والبلدات، حتى وجودها الحالي الأدنى والباقي، باستثناء حالة مجالس ألافا في مجالس أحياء كانتابريا بموجب قانون مستقل وفي بعض قرارات ليون، المقاطعة التي تحافظ على معظم الكيانات من هذا النوع في جميع أنحاء إسبانيا، حسب التقليد العرفي.

## التشريعات النافذة
وفقًا للتشريعات الحالية، فإن النظام محجوز للبلديات التي لديها هذا النظام الفريد من نوعه للحكومة والإدارة بشكل تقليدي وطوعي. ينطبق هذا النظام أيضًا على البلديات التي يجعلها الموقع الجغرافي تدير مصالحها البلدية لظروف أخرى مستعصية ؛ على الرغم من أن طلب أغلبية السكان في هذه الحالة مطلوب، موافقة 2/3 أعضاء مجلس المدينة وموافقة المجتمع المستقل .
في نظام المجلس المفتوح، تتوافق الحكومة وإدارة البلدية مع رئيس البلدية ومجلس الحي الذي يشكل جميع الناخبين جزءًا منه. يتكيف تشغيلها مع استخدامات وعادات وتقاليد المكان ؛ إذا تعذر ذلك، فإن القانون 7/1985 ، الصادر في 2 أبريل، الذي ينظم قواعد النظام المحلي، والقوانين التي سنتها عند الاقتضاء .
في حالة عدم وجود تشريع مستقل في هذا الشأن، أو في حالة عدم ذكر أي شيء عن عمل المجلس المفتوح، فإن المادة 111 من لوائح التنظيم والتشغيل والنظام القانوني للكيانات المحلية، معتمدة بموجب مرسوم ملكي. 2568/1986 ، المؤرخ 28 نوفمبر، يضع القواعد التالية بشأن عمل جمعيات الأحياء في نظام المجلس المفتوح:
- سوف تجتمع مجالس الجوار حيث لديها العادة، وستعقد جلسة عادية مرة واحدة على الأقل كل ربع يوم في عطلة عامة، وسيتم استدعاؤها من خلال رنين الجرس أو الإعلان أو بوسائل أخرى للاستخدام التقليدي في المكان.
- للدستور الصحيح لهذه التجمعات، من الضروري أن يحضر على الأقل ثلث السكان الذين يحق لهم ذلك، سواء كانوا حاضرين أو ممثلين. لا يجوز بأي حال من الأحوال أن يكون عدد الحاضرين أقل من ثلاثة. يجب أن يتواجد الأمين والرئيس أو من يحل محلهما في أي حال.
- يجب أن تكون الإقرارات معتمدة من خلال وثيقة عامة معتمدة، ووثيقة خاصة مع توقيع شرعي أمام كاتب العدل أو التوكيل الممنوح لسكرتير البلدية. لا يجوز لأي جار أن يمثل أكثر من ثلث أعضاء الجمعية.
- يتم تبني الاتفاقيات بأغلبية الأصوات.

بالامتداد، يحدد هذا التعبير اجتماعات مجلس المدينة وشركته المفتوحة لمشاركة أي جار، ليس فقط كمتفرج (على سبيل المثال "... الجار جوزيفا غارسيا يدعو مجلس مفتوح لتقديم استقالته إلى محضر مستشار " ).